# Tupolew M-143

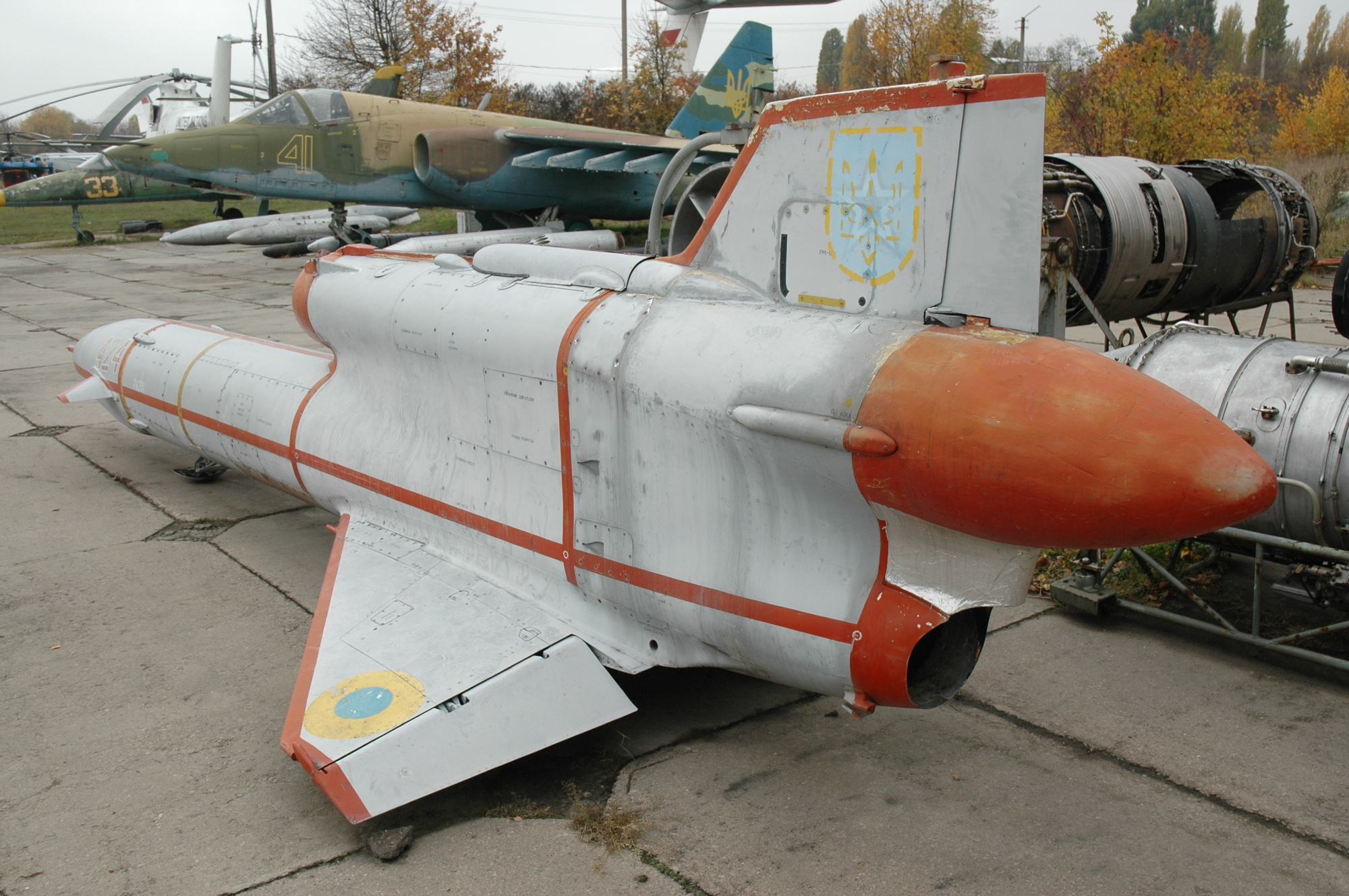
Tupolew M-143

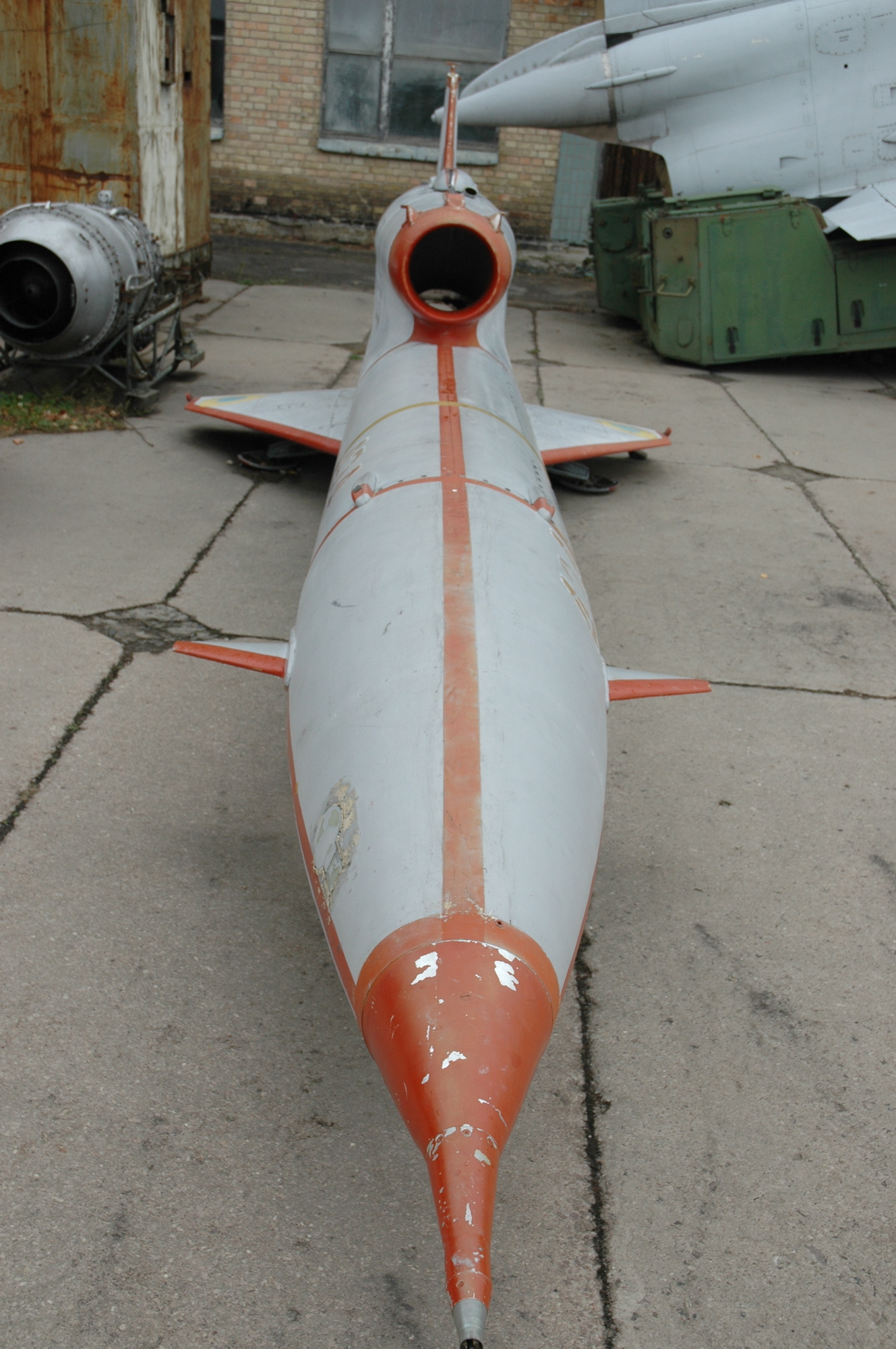
Tupolew M-143, im Hintergrund ist das Heck einer Tupolew M-141 zu erkennen

Die Tupolew M-143, auch Tu-143 Rejs (russisch Рейс, bedeutet Flug oder Reise), war eine Drohne zur Fernaufklärung und als Zielschleppdrohne, die vom OKB Tupolew entwickelt wurde. Ab 1976 (?) wurde die M-143 von den sowjetischen Streitkräften in Dienst gestellt und als WR-3 bezeichnet. Die WR-3 wurde von der sowjetischen Luftwaffe auch in der DDR eingesetzt, so beispielsweise in Parchim.
Eine dieser Drohnen ist auf einem ehemaligen Flugplatz nahe der Megasport-Arena in Moskau ausgestellt.

## Technische Daten
- Besatzung: unbemannt
- Startmethode: JATO (Start mittels Hilfsraketen), die Landung erfolgte mittels Fallschirm
- Triebwerk: ein Turbojet-Triebwerk Klimow TR3-117
- Spannweite: 2,24 m
- Länge: 8,06 m
- Höhe: 1,54 m
- Flügelform: niedrig angebrachte Deltaflügel mit rechteckigen Flügelenden und kleine spitz zulaufende Entenflügel, die am vorderen Rumpfteil angebracht sind
- Startmasse: 1.230 kg
- Höchstgeschwindigkeit: 950 km/h
- Reichweite: 200 km
- Gipfelhöhe: 5.000 m
- Bewaffnung: keine